# Maguncia-Neustadt
Neustadt  (en alemán, Mainz-Neustadt) es una de las quince pedanías en que está dividida administrativamente la ciudad de Maguncia. La pedanía es una amplia zona de 3,7 km² que fue diseñada por Eduard Kreyßig.
Es el distrito más poblado de Maguncia en términos absolutos (30.681 habitantes (2024)) y también el más poblado en términos relativos (8.380 hab/km²). 
Asimismo, en el Neustadt se encuentran numerosos puntos de interés turístico y ciudadano, así como numerosos restaurantes, hoteles y otros lugares de ocio.

## Patrimonio

### Monumentos y edificios religiosos

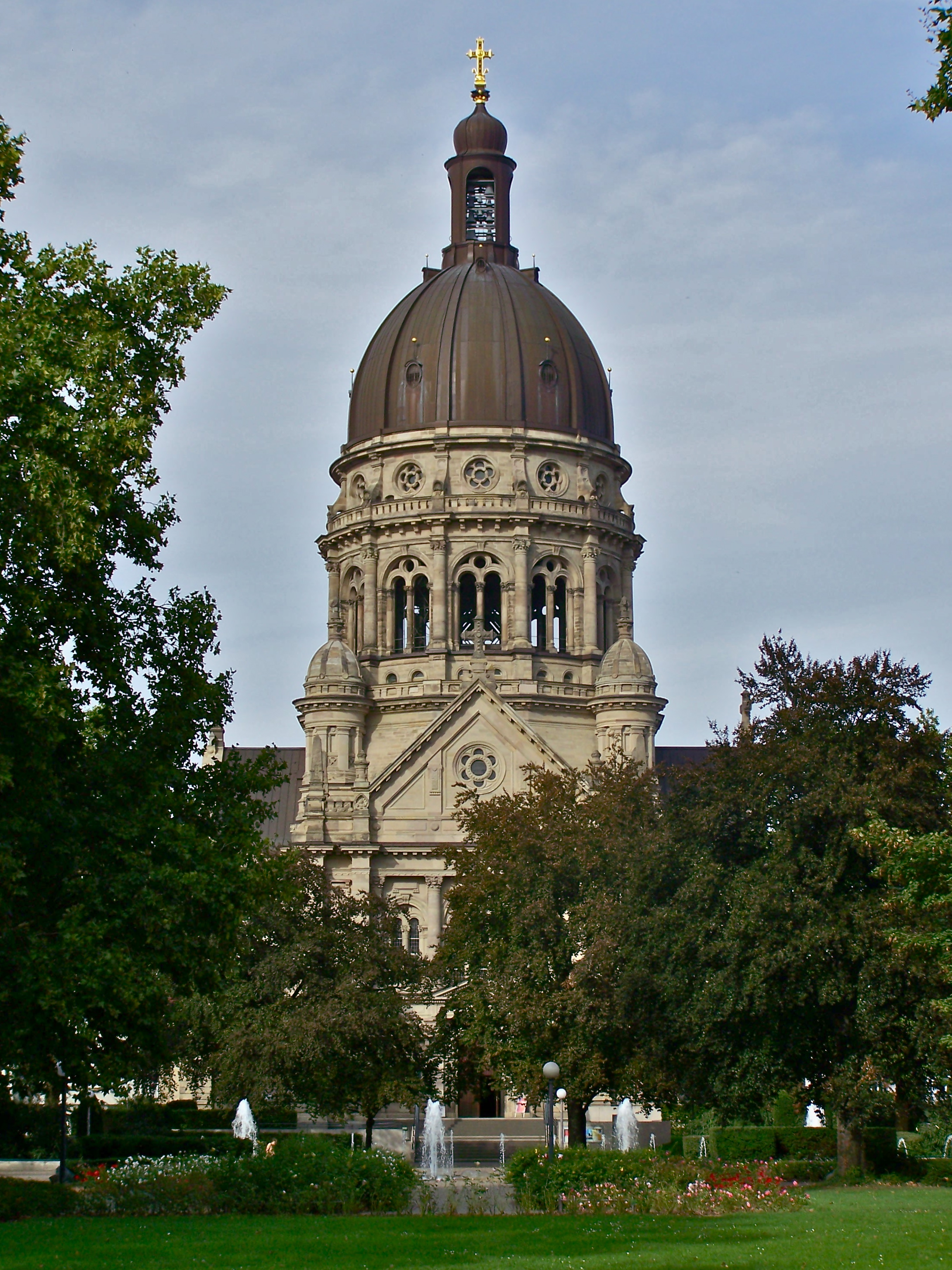
Iglesia de Cristo

- La Christuskirche (Maguncia) (Iglesia de Cristo, protestante)
- Iglesia de San José (Maguncia)
- Iglesia de San Bonifacio (Maguncia)
- Iglesia de la Bienaventurada Virgen María (Maguncia)

### Lugares de interés
- Estación central de Maguncia
- Antiguo nuevo cuartel caballo dorado
- Nuevo depósito de provisiones
- Antigua caponera Feldbergplatz
- Nueva Sinagoga (Maguncia)
- Casas en Expresionismo en ladrillo
- Puente Kaiserbrücke
- Puerto de Maguncia